# Modulatrix
Modulatrix là một chi chim trong họ Promeropidae.